# Naglfar (band)
 For alternative betydninger, se Nagelfar.
Naglfar er et svensk melodisk black metal-band der blev dannet i 1992 af Jens Rydén og Kristoffer Olivius under navnet Uninterred. Gruppens stil kombinere traditionelt black metal med elementer fra melodisk dødsmetal ofte omtalt som blackened death metal.

## Historie
Naglfar blev dannet i 1992 af Jens Rydén (vokal/guitar) og Kristoffer Olivius (bas) under navnet "Uninterred." Bandet havde deres første fuldkomne line-up da Ulf Andersson fra Nocturnal Rites sluttede sig til dem på trommer og Morgan Hansson og Fredrik Degerström som guitarister. I marts 1994 forlod Fredrik Naglfar på grund af problemer med bandet såvel som musikalske forskelle. Kort tid efter forlod Ulf også bandet for at koncentrere sig om Nocturnal Rites. Det var i denne udskiftningsperiode at bandet skrev og indspillede deres demo i Garageland Studio ved navn Stellae Trajectio. Inden demoen blev udgivet i november 1994 ændrede bandet navn til Naglfar
Tidligt i 1995 skrev bandet kontrakt med Wrong Again Records og i sommeren udgav de deres debutalbum Vittra. Efter indspilningerne var afsluttet valgte trommeslageren Mattias Holmgren at forlade bandet. Udover optrædenden på en Iron Maiden hyldestcd hvor de spillede sangen "The Evil That Men Do," var bandet uvirksomme de efterfølgende år. Deres andet album Diabolical blev udgivet i 1998. 
Efter flere ændringer i medlemmerne indspillede Naglfar en ep ved navn Ex Inferis og derefter deres tredje album Sheol med Lars Nedland som gæstemusiker.
I 2005 udgav bandet deres fjerde studiealbum ved navn Pariah. Efter udgivelsen tog de på turné sammen med bandet Dark Funeral gennem Europa og spillede blandt andet til flere festivaler der i blandt Tuska Open Air. Den 4. december blev det bekræftet at trommeslageren Morgan Lie blev permanent bassist i stedet for. I februar 2007 udkom Naglfars femte studiealbum ved navn Harvest

## Diskografi

### Albums
- Vittra (1995)
- Diabolical (1998)
- Sheol (2003)
- Pariah (2005)
- Harvest (2007)
- Téras (2012)

### Ep'er
- When Autumn Storms Come (1998)
- Ex Inferis (2002)

### Demoer
- Stellae Trajectio (1994)
- We Are Naglfar - Fuck You! (1995)
- Maiden Slaughter (1996)

## Band medlemmer

### Nuværende medlemmer
- Andreas Nilsson – Lead, rytmeguitar (1993 -)
- Marcus "Vargher" E. Norman – Lead, rytmeguitar (2000 -)
- Kristoffer "Wrath" Olivius – Vokal, bas (tidligere) (1992 -)
- Mattias Grahn – Trommer (1997 -)
- Morgan Lie – Bas (Trommer 1995-1997) (2005 -)

### Tidligere medlemmer
- Morgan Hansson – Guitar (1993 – 2000)
- Fredrik Degerström – Guitar (1993 – 1994)
- Mattias Holmgren – Trommer (1995)
- Ulf Andersson – Trommer (1992 – 1994)
- Jens Rydén – Vokal, guitar (tidligere) (1992 – 2005)

### Gæstemusikere
- "Lars Nedland" – Trommer (på Sheol)